# تنام مزيف الذيل
تنام مزيف الذيل (الاسم العلمي:Nothocercus) هو جنس من الطيور يتبع فصيلة التنامية من رتبة التناميات.

## أنواع
- تنام الأعالي (الاسم العلمي:Nothocercus bonapartei)
- تنام أصحر الصدر (الاسم العلمي:Nothocercus julius)
- تنام مقنع (الاسم العلمي:Nothocercus nigrocapillus)